# Chamaecytisus frivaldszkyanus
Chamaecytisus frivaldszkyanus là một loài thực vật có hoa trong họ Đậu. Loài này được (Degen) Kuzmanov ex Greuter, Burdet & G. Long miêu tả khoa học đầu tiên năm 1989.